# D1ÁR10S
D1ÁR10S (no original Di4ri) é uma série de televisão italiana sobre amadurecimento. Foi lançado pela primeira vez pela Netflix na Itália em 18 de maio de 2022 e internacionalmente em 26 de julho de 2022.

## Trama
A série segue um grupo de alunos da Escola Secundária Galileo Galilei nas cidades-ilhas fictícias de Marina Piccola (1ª temporada) e Marina Grande (2ª temporada). Ao longo da série, os alunos navegam pela adolescência, paixões, rivalidades e amizades. Cada episódio gira em torno de um personagem diferente que se torna o narrador e quebra frequentemente a quarta parede.

## Produção

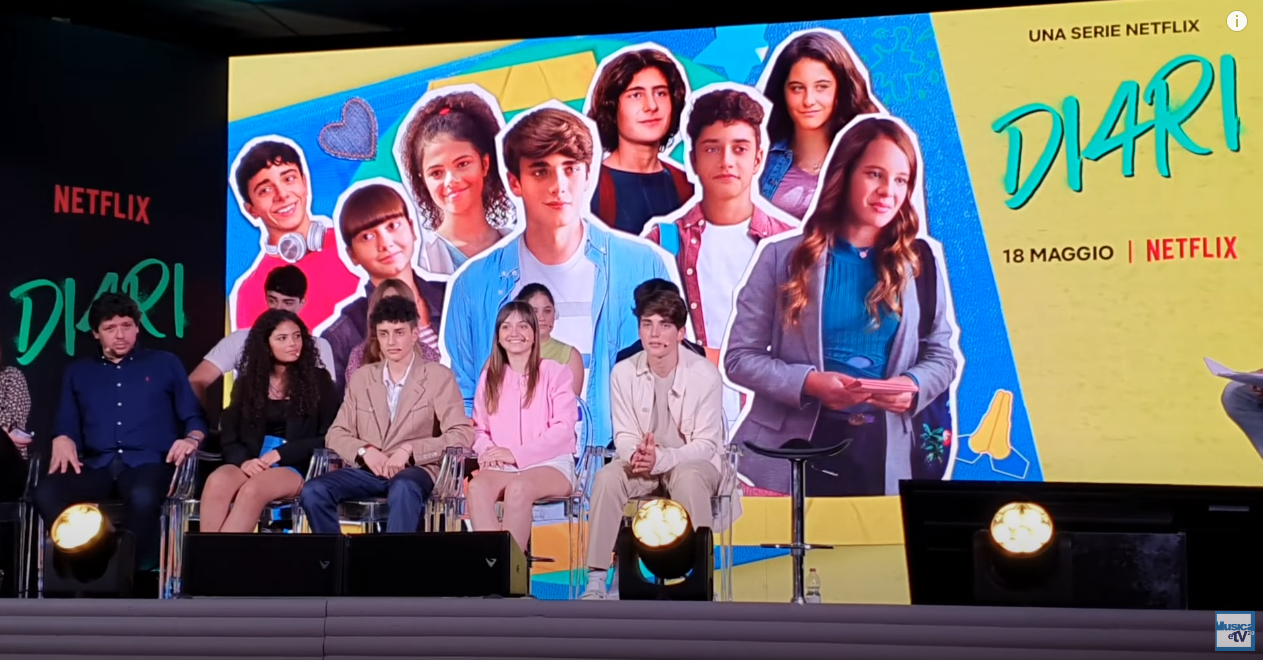
O elenco de Di4ries em coletiva de imprensa em 2022

Embora a série se passe na ilha fictícia de Persea, ela foi filmada na ilha de Ischia . A primeira temporada foi filmada durante 18 semanas. A segunda temporada foi filmada de dezembro de 2022 a maio de 2023.

## Lançamento
A primeira temporada foi lançada na Itália em 18 de maio de 2022 e internacionalmente em 26 de julho.
Os primeiros sete episódios da segunda temporada foram lançados na Itália em 14 de setembro de 2023 e foram lançados internacionalmente em 10 de outubro. Os últimos sete episódios foram lançados na Itália em 6 de dezembro de 2023 e internacionalmente em 9 de janeiro de 2024.

## Elenco

### Principal
| Intérprete            | Personagem              |
| --------------------- | ----------------------- |
| Andrea Arru           | Pietro Maggi            |
| Flavia Leone          | Livia Mancini           |
| Sofia Nicolini        | Isabel Diop             |
| Biagio Venditti       | Daniele Parisi          |
| Pietro Sparvoli       | Mirko Valenti           |
| Liam Nicolosi         | Giulio "Pac" Paccagnini |
| Federica Franzellitti | Monica Piovani          |
| Francesca La Cava     | Arianna Rinaldi         |
| Fiamma Parente        | Bianca Laremi           |
| Emily Shaqiri         | Katia                   |

### Recorrente
| Intérprete             | Personagem        |
| ---------------------- | ----------------- |
| Massimo Pio Giunto     | Michele Pastore   |
| Marta Latino           | Lucia             |
| Lorenzo Nicolò         | Silverio Mancini  |
| Christelle Arayata     | Carlotta          |
| Alessandro Laffi       | Matteo "Il Grimo" |
| Narciso Santiago       | Damiano Valenti   |
| Ismael Christ Carlotti | Manuel            |
| Gabriele Taurisano     | Roby              |
| Martina Frosini        | Sara              |

### Convidados
| Intérprete        | Personagem    |
| ----------------- | ------------- |
| Fortunato Cerlino | Paolo Agresti |
| Tancredi Cantù    | Ele mesmo     |
| Larissa Lapichino | Ela mesma     |
| Pow3r             | Ele mesmo     |
| Luciano Spinelli  | Ele mesmo     |

## Episódios

### Visão geral da série
| Temporada | Temporada | Episódios | Episódios | Originalmente exibido  | Originalmente exibido  | Originalmente exibido |
| Temporada | Temporada | Episódios | Episódios | Estreia da temporada   | Final da temporada     | Emissora              |
| --------- | --------- | --------- | --------- | ---------------------- | ---------------------- | --------------------- |
|           | 1         | 26        | 26        | 18 de maio de 2022     | 18 de maio de 2022     | Netflix               |
|           | 2         | 14        | 7         | 14 de setembro de 2023 | 14 de setembro de 2023 | Netflix               |
|           | 2         | 14        | 7         | 6 de dezembro de 2023  | 6 de dezembro de 2023  | Netflix               |

| Episódio | Data de exibição original |
| 1 | 18 de maio de 2022        |
| --- | ------------------------- |
| Pietro tem quase 13 anos e vive num lar disfuncional com pais que estão sempre a discutir. Vive em Marina Piccola e frequenta a Escola Secundária Galileo Galilei. O seu melhor amigo Giulio faz uma lista secreta para os rapazes classificarem a rapariga mais bonita da escola. Apesar de não concordar com a lista, Pietro vota em Lívia. As raparigas descobrem a lista - onde Lívia está em primeiro lugar e Arianna em segundo - e o caos instala-se. Mónica fica desanimada quando descobre que não foi classificada devido à sua nerdice. Giulio aposta com Pietro que vai beijar Lívia e Ariana antes do final do ano letivo. Matteo, o rufia da escola e namorado de Lívia, desafia Pietro para um jogo de basquetebol de cinco contra cinco. Como as matrículas estão a diminuir, o diretor anuncia que a escola vai fechar e os alunos serão transferidos para Marina Grande, para grande choque e consternação dos alunos. Pietro desafia Lívia para uma corrida de bicicleta em que, se ele ganhar, ela tem de o beijar. Lívia vence e pede-lhe ajuda para se vingar de Giulio por causa das raparigas. As raparigas roubam as roupas dos rapazes do balneário do ginásio e obrigam-nos a fazer um desfile em roupa interior para recuperarem as suas roupas. Em protesto contra o encerramento da escola, Pietro escreve "Students First" numa parede em graffiti. Como castigo, tem de limpar a parede e Lívia junta-se a ele. Eles brincam e Pietro tenta beijá-la, mas ela afasta-o, chamando-o de arrogante. | 18 de maio de 2022        |
| 2 | 18 de maio de 2022        |
| Isabel está impaciente para dar o seu primeiro beijo e, por isso, está de olho em Daniele. Damiano, o irmão de Mirko e amigo de Matteo, pressiona Mirko a não jogar no jogo de basquetebol de cinco contra cinco. Para se aproximar de Daniele, Isabel oferece-se para ocupar o lugar de Mirko na equipa. Depois de passarem mais tempo juntos, Isabel convence-se de que Daniele será o seu primeiro namorado. Depois do treino, ela tenta beijá-lo, mas ele afasta-se e diz-lhe que só gosta dela como amiga. Na primeira parte do jogo de basquetebol, Isabel está zangada e joga mal. Ao intervalo, percebe que não deve estragar tudo por causa de um rapaz e joga melhor na segunda parte. Mas isso é em vão e a equipa de Matteo ganha, para desilusão de todos. Depois do jogo, Daniele confessa a Isabel que é homossexual. | 18 de maio de 2022        |
| 3 | 18 de maio de 2022        |
| Daniele sente-se aliviado por ter contado a alguém que é homossexual. Mirko parte acidentalmente o telemóvel de Matteo e tem de o substituir. Daniele perde o telemóvel na aula e Giulio suspeita que alguém o roubou. Isabel vê Mirko a dar o telemóvel de Daniele a Matteo. Quando ela confronta Mirko na aula, ele diz-lhe com raiva que deu o seu próprio telemóvel a Matteo. Daniele defende Mirko e diz que encontrou o telemóvel dele nessa manhã, mas que isso é mentira. Isabel pergunta a Daniele se ele tem uma paixoneta por Mirko, o que ele inicialmente nega, mas depois confirma. Ela diz-lhe que ele devia confessar os seus sentimentos, mas ele não quer estragar a amizade deles. Mirko diz a Damiano que roubou o telemóvel de Daniele e que precisa de ajuda para o recuperar de Matteo. Depois do treino, Mirko acompanha Daniele a casa e confessa que roubou o telemóvel, mas Daniele perdoa-lhe. Sentam-se junto à água e Daniele beija Mirko. Mirko sorri mas sai abruptamente, deixando Daniele desanimado. | 18 de maio de 2022        |
| 4 | 18 de maio de 2022        |
| O perfeccionismo de Lívia e a sua tendência para pensar demasiado causam-lhe ansiedade e stress. Mirko pergunta a Daniele se podem ser apenas amigos e Daniele fica de coração partido. Depois de se tornar claro que Daniele tem dificuldade em ser apenas amiga, Mirko sugere que deixem de passar tanto tempo juntos, chegando mesmo a mudar o seu lugar na aula para não terem de se sentar ao lado um do outro. Os pais de Lívia, acreditando que ela é mais madura e compreensiva do que a irmã Elisa, faltam ao triatlo para se encontrarem com o professor de Elisa. Um cão-lobo checoslovaco entra na escola e, acreditando que se trata de um lobo, Lívia e Mónica escondem-se num armário para fugir, mas ficam trancadas lá dentro. Pietro ajuda Lívia a abrir a porta e ela cai nos seus braços. Lívia fica em segundo lugar no triatlo. Pietro vai felicitá-la mas é afastado por Matteo. Enquanto isso, Lívia fica com ciúmes quando vê Pietro conversando com Ariana e suas amigas. | 18 de maio de 2022        |
| 5 | 18 de maio de 2022        |
| Pietro beija Arianna na praia, completando metade da aposta de Giulio, e sai abruptamente. Giulio, que tem uma paixão não correspondida por Arianna, fica zangado com Pietro, apesar de ter sido ele a fazer a aposta. Pietro e Giulio discutem na aula e são mandados para o gabinete do diretor. Pietro pede desculpas a Giulio, dizendo que só beijou Arianna para ganhar a aposta, e tudo é perdoado. Pietro tem uma reunião com seus pais e o diretor, mas seus pais discutem o tempo todo. Pietro ataca-os e abandona a reunião. Com a ajuda de Giulio, Pietro termina com Arianna. A equipa de basquetebol tem uma desforra contra a equipa de Matteo e Pietro está determinado a ganhar e a beijar Lívia. Apesar de a equipa de Matteo começar mais forte, a equipa de Pietro acaba por os apanhar e vence. Matteo repreende Pietro após o jogo e quando Lívia defende Pietro, Matteo grita com ela. Mais tarde, Isabel conta a Pietro que Lívia terminou com Matteo. | 18 de maio de 2022        |
| 6 | 18 de maio de 2022        |
| Mónica tem ciúmes por Isabel passar mais tempo com Lívia. Ariana convida toda a turma para a sua festa de aniversário. Embora Isabel queira ir, Mónica não gosta de Ariana e diz a Isabel que não vão. Mónica fica zangada e hostil quando descobre que Isabel vai assistir ao triatlo de Lívia, mas Isabel acaba por responder e diz a Mónica que ela não pode ditar de quem pode ou não ser amiga. Isabel conhece Lamberto, por quem se sente imediatamente atraída, e descobre que ele vai à festa de Ariana. Isabel mente a Mónica e vai à festa sozinha. Na festa, Matteo convence Lívia a reatar com ele. Isabel conversa com Lamberto e acaba beijando-o. Arianna publica as fotos da festa, incluindo as que mostram Isabel, e Mónica confronta Isabel com raiva por mensagem de texto. | 18 de maio de 2022        |
| 7 | 18 de maio de 2022        |
| A turma 2D vai fazer uma viagem de dois dias a Roma. Mónica recusa-se a falar com Isabel. Mirko, natural de Roma, está entusiasmado por se encontrar com os seus velhos amigos. Lívia e Ariana são colocadas no mesmo quarto. Numa excursão pela cidade, Lívia compra uma caixa de música que sabe que a mãe vai adorar, mas depois perde-a e entra em pânico. Enquanto a turma faz uma visita guiada a um museu, Daniele e Mirko saem às escondidas para ver os amigos de Mirko e Pietro convence Lívia a sair às escondidas para comprar uma caixa de música de substituição. Os amigos de Mirko abandonam-no, mas ele descobre que Tancredi Cantù [it], o seu cantor preferido, está por perto. Mirko, Daniele, Pietro e Livia encontram-se com Tancredi, mas perdem o autocarro para regressar ao museu. Lívia, sentindo-se culpada por ter quebrado as regras, chama a professora para os ir buscar. Os quatro são duramente repreendidos pela professora e pelos pais. É revelado que Arianna roubou a caixa de música original de Lívia. | 18 de maio de 2022        |
| 8 | 18 de maio de 2022        |
| Daniele e Mirko voltam a ser amigos, mas Mónica continua a recusar-se a falar com Isabel. Mónica começa a falar online com um desconhecido chamado "Jcap". Os pais de Daniele convidam-no a conhecer Nico, o filho dos seus amigos que estão na cidade durante a semana. Depois de passarem um dia juntos, Daniele desenvolve sentimentos por Nico. "Jcap" e Mónica combinam encontrar-se no recreio, mas enquanto ela espera, recebe um vídeo de "Jcap" vestido de fantasma "porque só um fantasma gostaria de uma nerd como ela". O fantasma revela-se como Giulio. Mónica chora e sai a correr, e Isabel encontra-a na casa de banho. Isabel pede desculpa pela festa e fazem as pazes. Isabel, Mónica e Daniele planeiam uma partida contra Giulio como vingança. Giulio não está preparado para um exame e o professor deixa-o repetir o exame na condição de estudar com Mónica, a melhor da turma. Daniele acompanha Nico até ao seu barco e Nico beija-o | 18 de maio de 2022        |
| 9 | 18 de maio de 2022        |
| Os alunos descobrem um graffiti que diz "Marina Piccola Rulez" na lateral da escola. O diretor presume que foi obra de Pietro e suspende-o por cinco dias. Mónica começa a estudar com Giulio, mas este tem dificuldade em ler e compreender a matéria. Mónica lidera uma investigação para encontrar o culpado do graffiti. Depois de mais uma sessão de estudo sem sucesso, Giulio desiste e pede desculpa a Mónica por tê-la feito perder tempo. Mónica, ao ler os apontamentos que ele deixou, apercebe-se de que Giulio é disléxico e elabora um mapa mental para o ajudar a compreender a matéria. Na aula, Giulio tem dificuldades no exame oral e a professora repreende-o. Mónica sai em sua defesa, dizendo à professora que ele é disléxico e precisa de ajuda. Giulio, envergonhado, nega estar doente e sai da sala de aula. Mónica descobre um bilhete passado de Matteo no caderno de Lívia e percebe que Matteo é o culpado do graffiti. | 18 de maio de 2022        |
| 10 | 18 de maio de 2022        |
| Lívia não quer acreditar que o seu namorado é o responsável pelo graffiti. Giulio e Mónica não se falam e Giulio está decidido a apanhar o culpado sem a ajuda dela. Os pais de Giulio marcam um encontro com um psicólogo para o seu filho. No consultório do psicólogo, Giulio vê Ariana na sala de espera. Ela ordena-lhe que não diga a ninguém que a viu ali e ele concorda, com a condição de saírem juntos. No encontro, Arianna confessa que os pais só a mandam ao psicólogo para resolver os problemas que a mãe lhe causa. Giulio e Daniele encontram provas fotográficas de que Matteo é o culpado. Com a ajuda do mapa mental de Mónica, Giulio passa no exame oral e tudo é perdoado entre eles. | 18 de maio de 2022        |
| 11 | 18 de maio de 2022        |
| Lívia rompe definitivamente com Matteo e usa o tempo extra para se preparar para a final do triatlo. Arianna pede a ajuda de Giulio para fazer batota no teste. Pietro e Matteo discutem na casa de banho. Os pais de Pietro estão a fazer uma pausa no seu casamento. Lívia e Pietro se aproximam como amigos, para irritação de Arianna. Arianna convence a amiga Lúcia, também corredora de triatlo, a convidar Matteo para um encontro e fazer ciúmes a Lívia. Arianna tem uma nota negativa no teste e tenta repreender Giulio, mas ele descaracteriza-se e ignora-a. Depois de uma corrida difícil, Lívia vence o triatlo e, para melhorar a situação, descobre que Larissa Iapichino estava a assistir. Depois disso, Pietro convida Lívia para sair, mas ela entra em pânico e diz-lhe que só gosta dele como amigo. | 18 de maio de 2022        |
| 12 | 18 de maio de 2022        |
| Arianna fica perplexa ao descobrir que, em vez de a bajular como de costume, Giulio a ignora na escola. Os alunos descobrem que Tancredi vai dar um concerto exclusivo na ilha e que Matteo tem bilhetes. Em vez de passar tempo com a filha, a mãe de Arianna mantém a agenda de Arianna cheia de actividades como aulas de dança, piano e ginástica. Na aula, Arianna implora a Giulio pelas respostas do teste e ele obriga-o mais uma vez. Depois da aula, ele pede-lhe para estudarem juntos e ela inicialmente recusa, mas depois muda de ideias. No entanto, os seus amigos dizem-lhe que não pode ser vista com ele e ela recusa mais uma vez. Mais tarde, tem o primeiro período na escola, manchando as calças de ganga, e esconde-se na casa de banho. Arianna, a contragosto, pede ajuda a Lívia. Lívia pede a Giulio as suas calças de ganga para Arianna usar e, por sua vez, ele vai para a aula em roupa interior. Por causa disto, Arianna muda de opinião em relação aos seus colegas de turma. No dia seguinte, sai com Giulio e beija-o. | 18 de maio de 2022        |
| 13 | 18 de maio de 2022        |
| Mirko gosta de escrever e de ouvir música. Pede ao seu irmão Damiano dois bilhetes para o espetáculo de Tancredi a Matteo. Damiano concorda, na condição de Mirko fazer as suas tarefas durante duas semanas. Arianna diz a Giulio que está confusa sobre os seus sentimentos. Matteo diz a Mirko e Damiano que ficou sem bilhetes. Damiano, farto de Matteo, diz a Mirko para esquecer o assunto. Mirko pergunta a Damiano porque é que ele é amigo de Matteo e Damiano diz que não teve tanta sorte em encontrar verdadeiros amigos como Mirko. Damiano consegue infiltrar Mirko, Daniele, Pietro, Lívia, Giulio, Isabel e Mónica no concerto. Pietro e Lívia dançam juntos. Depois disso, Daniele convence Tancredi a dar uma palestra na sua escola. Durante a palestra, Tancredi diz-lhe que Daniele lhe enviou uma das canções de Mirko e que ele gostou dela. Mirko fica radiante e inspira-se para escrever uma nova canção. | 18 de maio de 2022        |
| 14 | 18 de maio de 2022        |
| Pietro descobre que os seus pais decidiram divorciar-se. Com o encerramento da escola e a separação dos pais, Pietro sente que a sua vida está a ficar fora de controlo. Pietro e Daniele convencem Mirko a escrever uma canção para o seu último jogo de basquetebol contra a equipa de Matteo. Pietro joga um jogo de um contra um contra Matteo, mas Matteo fere-o de propósito, tornando-o incapaz de jogar no jogo final. Mirko toma o lugar de Pietro na equipa. No jogo, a equipa começa a perder, mas depois de Silverio tocar a nova canção de Mirko, recuperam o atraso e empatam o jogo. Michele lesiona-se e Pietro voluntaria-se para entrar no jogo no seu lugar. Pietro marca o cesto da vitória e a equipa ganha de uma vez por todas. Lívia acompanha Pietro a casa e beija-o. | 18 de maio de 2022        |
| 15 | 18 de maio de 2022        |
| Pietro e Lívia estão oficialmente a namorar. Pietro convence os seus colegas a acamparem na escola em protesto contra o seu encerramento. Nico planeia visitar Marina Piccola e Daniele está ansiosa e com medo de se magoar. Para evitar os seus planos, Daniele mente e diz a Nico que tem de estudar. Matteo ouve Giulio perguntar a Pietro sobre a aposta na casa de banho. Mais tarde, no protesto, Matteo conta a Lívia sobre a aposta. Lívia, zangada e perturbada, sai do protesto e descobre que os pais de todos foram chamados. Nico, convidado por Mirko, junta-se a Daniele e aos restantes colegas no seu protesto. Os professores elogiam Lívia por ter respeitado as regras e pedem-lhe que ponha algum juízo na cabeça dos colegas, que serão reprovados se se recusarem a abandonar a escola. Depois de falar com os seus amigos, Lívia muda de ideias e decide ficar com os seus colegas na escola. | 18 de maio de 2022        |

| Partes | Episódio | Data de exibição original |
| 1      | 1 | 14 de setembro de 2023    |
| ------ | --- | ------------------------- |
| 1      | No primeiro dia de volta às aulas, tudo parece diferente. Pietro tenta se reconectar com Livia. Os novos colegas mantêm a distância.                                      | 14 de setembro de 2023    |
| 1      | 2 | 14 de setembro de 2023    |
| 1      | Com um novo corte de cabelo, uma nova atitude e novas amigas, Livia realmente está mudando. Mas os colegas de classe acham que ela está indo longe demais.                | 14 de setembro de 2023    |
| 1      | 3 | 14 de setembro de 2023    |
| 1      | Isa decide assumir as rédeas da própria vida. Será que ela consegue ajudar Pietro e se aproximar de Roby ao mesmo tempo? Katia e Sara fazem bullying com Arianna.         | 14 de setembro de 2023    |
| 1      | 4 | 14 de setembro de 2023    |
| 1      | Quando começa a se encaixar, Bianca recebe uma proposta que pode mudar sua vida. Dividida entre o futuro e a felicidade atual, ela pede ajuda a Mirko.                    | 14 de setembro de 2023    |
| 1      | 5 | 14 de setembro de 2023    |
| 1      | Arianna sofre bullying nas redes sociais. Dani perde a confiança em suas habilidades de dança. Isa não sabe se tomou a decisão certa em relação a Roby.                   | 14 de setembro de 2023    |
| 1      | 6 | 14 de setembro de 2023    |
| 1      | Katia e Sara vão longe demais com Arianna, e os colegas dela entram em ação. Um novo crush deixa Pietro distraído e frustrado.                                            | 14 de setembro de 2023    |
| 1      | 7 | 14 de setembro de 2023    |
| 1      | Com a magia do Natal se aproximando, Pietro finalmente cria coragem para dar o primeiro passo. Durante a festa, os amigos fazem pedidos ao redor da árvore.               | 14 de setembro de 2023    |
| 2      | 8 | 6 de dezembro de 2023     |
| 2      | Os exames finais se aproximam, e as tensões aumentam quando os amigos percebem que vão seguir caminhos diferentes. Livia sente que tem algo estranho com Arianna.         | 6 de dezembro de 2023     |
| 2      | 9 | 6 de dezembro de 2023     |
| 2      | Giulio não consegue fazer as pazes com Pietro e, para piorar, ainda tem que lidar com o pai tentando determinar seu futuro. É hora de assumir o controle da própria vida. | 6 de dezembro de 2023     |
| 2      | 10 | 6 de dezembro de 2023     |
| 2      | Pietro e Livia vão parar numa aula de reforço. Livia enfrenta as consequências de se distanciar de Katia e Sara.                                                          | 6 de dezembro de 2023     |
| 2      | 11 | 6 de dezembro de 2023     |
| 2      | Mirko começa a agir de um jeito estranho depois de uma notícia vinda de Dani. Livia ainda não sabe bem o que sente por Pietro.                                            | 6 de dezembro de 2023     |
| 2      | 12 | 6 de dezembro de 2023     |
| 2      | Isa tenta em vão se reconectar com Livia. Monica está bem empolgada com a visita de Manuel, mas Giulio nem tanto. A turma toda cai numa pegadinha.                        | 6 de dezembro de 2023     |
| 2      | 13 | 6 de dezembro de 2023     |
| 2      | O grupo quer se vingar de Sara, Katia e Roby. Giulio abre o coração. Pietro esquece uma data importante e fica pensando sobre o que sente por Isa.                        | 6 de dezembro de 2023     |
| 2      | 14 | 6 de dezembro de 2023     |
| 2      | Os amigos viajam juntos na véspera das provas finais. Quando as coisas dão errado, Pietro, Livia, Isa, Giulio e Monica precisam lidar com as incertezas.                  | 6 de dezembro de 2023     |